# Émilie du Châtelet
Gabrielle Émilie Le Tonnelier de Breteuil, marchiză du Châtelet (n. 17 decembrie 1706, Paris - d. 10 septembrie 1749, Lunéville), cunoscută sub numele de Émilie du Châtelet, a fost o matematiciană și fiziciană franceză în perioada iluminismului. Este una dintre primele femei care aveau cunoștințe profunde de matematică și fizică și care a întreținut relații cu personalități de seamă ca Voltaire, Bernoulli, Leonhard Euler, Réaumur. Cea mai importantă contribuție personală este traducerea în limba franceză a lucrării lui Isaac Newton, Principia mathematica.

## Biografie

### Tinerețea
Émilie du Châtelet s-a născut la Paris, fiică a lui Louis Nicolas Le Tonnelier, baron de Breteuil, și a lui Gabrielle-Anne de Froulay. Tatăl său făcea parte din curtea din Versailles a regelui Ludovic al XIV-lea, având însărcinarea de a prezenta regelui ambasadorii altor monarhi europeni. În casa părinților săi din Paris, Émilie a avut posibilitatea să vină în contact cu personalități importante ale epocii, ca Bernard le Bovier de Fontenelle, unul din precursorii iluminismului, sau cu poetul Jean-Baptiste Rousseau. Din partea tatălui a primit o educație clasică, puțin obișnuită pentru tinerele fete din acel timp. În afara limbii latine, a învățat și limba greacă veche, precum și limba germană. Dotată cu aptitudini muzicale, a învățat să cânte la clavecin și să interpreteze arii din opere. Prezentată la Versailles la vârsta de șaisprezece ani, se lasă cucerită de plăcerile și extravaganțele vieții de la curtea regală. Cu marchizul de Guébriant și cu mareșalul de Richelieu are primele aventuri amoroase. Pe 12 iunie 1725 este căsătorită cu Florent Claude, marchiz du Châtelet (sau du Chastellet, în ortografia epocii), guvernator regal al localității Semur-en-Auxois. Aici îl întâlnește pe matematicianul de Mézières, care îi trezește pasiunea pentru matematică. În anul 1730 se întoarce la Paris. Marchizul du Châtelet, prins în ocupațiile carierei militare, îi acordă multă libertate, de altfel obișnuită în căsniciile familiilor nobiliare din timpul „Regenței” (1715-1723, în timpul minorității lui Ludovic al XV-lea), caracterizat prin libertinaj al moravurilor. Émilie are câteva aventuri de scurtă durată, printre altele cu matematicianul Alexis-Claude Clairaut și cu astronomul Pierre Louis Maupertuis.

### Amiciția cu Voltaire
În 1733, Émilie îl cunoaște pe Voltaire, care îi devine amant. Voltaire era în dizgrație, Émilie îl adăpostește în castelul din Cirey-sur-Blaise din Champagne: el era în vârstă de 39 de ani, ea împlinise 27 de ani. Legătura lor avea să dureze cincisprezece ani. Dintre toți amanții săi, Voltaire a avut cea mai mare influență asupra ei, încurajând-o să-și aprofundeze cunoștințele de fizică și matematică, pentru care îi recunoștea aptitudini deosebite, considerând-o superioară lui însuși în aceste domenii. Voltaire a fost acela care a îndemnat-o să traducă operele lui Newton și a făcut-o să devină conștientă de libertatea de a gândi prin ea însăși. În castelul din Cirey au construit un laborator, unde au făcut diverse experiențe în domeniul opticei și asupra vidului. Într-una din mansarde au improvizat un teatru, în care se jucau unele din piesele lui Voltaire. Cirey devine un loc de întâlnire al literaților, al oamenilor de știință și matematicienilor.

### Ultimii ani
Între anii 1744 și 1748, petrece cel mai mult timp la Versailles, împreună cu Voltaire, care era din nou primit la curtea regală. În anii 1748-1749 sunt invitați de mai multe ori de către Stanisław Leszczyński, fost rege al Poloniei, aflat în exil la castelul Lunéville din Lorena. Aici are o legătură cu unul din curteni, poetul Jean François de Saint-Lambert. Émilie rămâne însărcinată, continuă însă să lucreze cu asiduitate la traducerea „Principiilor...” lui Newton, asistată de matematicianul Alexis Clairaut. La începutul lunii septembrie 1749 dă naștere unei fetițe, se îmbolnăvește însă de febră puerperală și încetează din viață pe 10 septembrie 1749. Este înmormântată în biserica parohială Saint-Jacques din Lunéville.

## Opera
Noțiunea de „om de știință” nu exista în acel timp, dar tocmai acest calificativ o caracteriza pe Émilie de Châtelet. În 1737 redactează o lucrare întitulată „Dissertation sur la nature et la propagation du feu”, care va fi publicată de Academia Franceză în anul 1744, lucrare bazată pe cercetările ei asupra naturii focului, în care anticipează ceea ce numim astăzi radiație infraroșie. În cartea sa „Institutions de Physique” (1740), prezentată ca o revistă a ideilor noi în fizică și filosofie, încorporează și caută să reconcilieze ideile complexe ale principalilor gânditori din epoca respectivă. În această lucrare, ea combină teoriile lui Leibniz și observațiile practice ale lui Willem 's Gravesande pentru a arăta că energia unui obiect în mișcare nu este proporțională cu produsul masei cu viteza obiectului în mișcare, așa cum bănuiseră până atunci Newton și alți fizicieni, ci cu pătratul vitezei: E ∞ mv². Deși principiile de mecanică clasică expuse de Émilie du Châtelet nu pot fi comparate cu conceptul lui Albert Einstein asupra masei și vitezei, care derivă din faimoasa sa ecuație: E = mc² (în care c reprezintă viteza luminii), mulți biografi și istorici moderni văd totuși o corespondență între cele două ecuații. Trebuie totuși precizat că, din punctul de vedere al fizicii moderne, principiul expus de Émilie du Châtelet este corect în ceea ce privește energia cinetică (Ek) în mecanica clasică (în formularea modernă: Ek = (1/2)mv²), dar nu poate fi corelat cu echivalența masă-energie din concepția lui Einstein.
În scrierile ei, Émilie du Châtelet s-a dovedit reprezentantă a gândirii iluministe. Un exemplu îl oferă „Discours sur le bonheur”, în care afirmă că omul este capabil să-și dozeze pasiunile și, în felul acesta, să-și determine propria fericire sau nefericire. La fel ca Voltaire, susține primatul rațiunii și refuză acceptarea religiilor bazate pe revelație.

### „Emilia Newtonmania”

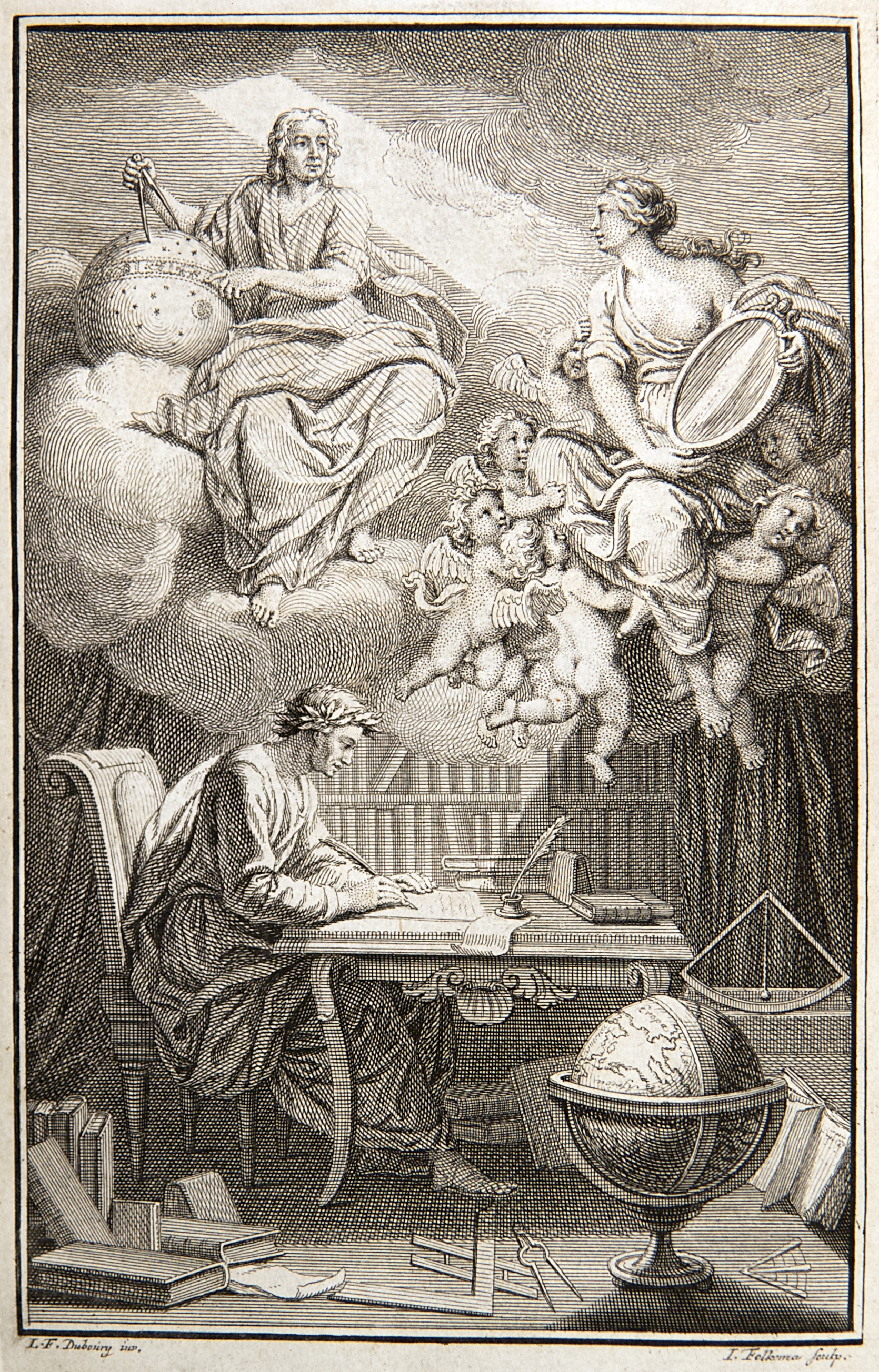
Frontispiciul traducerii „Principiilor...” lui Newton

În castelul din Cirey, Voltaire elaborează în anii 1736-1737 lucrarea „Les éléments de la philosophie de Newton”, în care se prezintă publicului francez, încă dominat de fizica lui Descartes, principalele elemente ale fizicii newtoniene, până atunci abia cunoscute în Franța, deși Principia mathematica apăruseră în Anglia deja în anul 1687. Voltaire figurează singur ca autor, el a recunoscut însă totdeauna strânsa colaborare cu doamna Du Châtelet. În 1745 începe ea însăși - care îi plăcea să se autodenumească „Emilia Newtonmania” - să lucreze la traducerea Principiilor..., la care va lucra până la sfârșitul vieții. În afara muncii de traducere din limba latină în franceză, ea transcrie argumentația lui Newton în notația calculului infinitezimal dezvoltată de Leibniz, care se răspândise în cercurile științifice europene, însoțind textul original cu un mare număr de comentarii.

### Femeie savantă într-o lume dominată de bărbați
Deși s-a exprimat în mod critic cu privire la situația deosebită a femeii în societatea timpului său, Émilie du Châtelet a trăit totuși în concordanță cu convențiile dominante ale vremii, ar fi deci exagerat să fie caracterizată drept precursoare a feminismului modern. Bărbaților le sunt deschise toate drumurile pentru a-și satisface aspirațiile, de exemplu în cariera militară sau în diplomație, scrie ea în „Discours sur le bonheur”, în compensație, femeia se poate dedica studiului. „Dacă aș fi rege, aș înlătura toate abuzurile, prin care jumătate din omenire este ținută în stare de înapoiere. Aș da posibilitate femeilor să se bucure de toate drepturile, în special de cele spirituale” (Émilie du Châtelet, în introducerea la traducerea lucrării „The Fable of the Bees” a filosofului englez Bernard Mandeville). În cercul restrâns al fizicienilor și matematicienilor contemporani ei, Émilie du Châtelet a avut totuși contact cu bărbați care erau dispuși să colaboreze cu ea în discutarea și rezolvarea celor mai dificile probleme științifice, apreciindu-i-se inteligența și vastele cunoștințe. Kant scria despre ea: „Primatul rațiunii și al științei o situează mai presus de toate reprezentantele sexului său și mai presus de cea mai mare parte a celor de sex opus”. În anul 1746 este aleasă ca membră a Academiei de Științe din Bologna. În Academia Franceză, femeile nu erau acceptate.

## Publicații
- Institutions de Physique, Paris, 1740
- Analyse de la philosophie de Leibnitz, 1740
- Réponse à la lettre de Mairan sur la question des forces vives, Bruxelles, 1741
- Dissertation sur la nature et la propagation du feu, Paris, 1744
- Les Principes de Newton, traducere din limba latină, cu o prefață elogioasă de Voltaire. Publicată de Alexis Claude Clairaut, Paris, 1756
- Doutes sur les religions révélées, scrisoare adresată lui Voltaire, Paris, 1792
- Discours sur le bonheur, 1779
- Opuscules philosophiques et littéraires, 1796
- De l'Existence de Dieu și un număr de scrisori inedite adresate contelui d'Argental, Paris, 1782

## Filmografie
- Divine Émilie (2007) telefilm francez în regia lui Arnaud Sélignac după un scenariu de Elisabeth Badinter și Chantal de Rudder, cu Léa Drucker în rolul titular și Thierry Frémont în rolul lui Voltaire.